# Autodysocjacja
Autodysocjacja (autojonizacja, autoprotoliza) – rodzaj dysocjacji elektrolitycznej, w której czysty związek chemiczny w postaci cząsteczkowej rozpada się na jony pod wpływem innych cząsteczek tego samego związku, pełniąc przy tym rolę zarówno kwasu jak i zasady. Autodysocjacja jest możliwa, gdy cząsteczki związku mają budowę polarną.
Ciekłe związki polarne są stosowane jako rozpuszczalniki polarne, np. woda, amoniak, metanol czy aceton i dioksan, chociaż nie wszystkie ulegają autodysocjacji. Ich właściwości ułatwiają lub wręcz umożliwiają rozpad na jony innych związków chemicznych (np. soli, kwasów, zasad), najczęściej przez solwatację.
Gdy autodysocjacji cieczy SolH towarzyszy przeniesienie protonu, mamy ogólnie:
SolH + SolH ⇌ Sol - + SolH+2
Iloczyn stężeń obu jonów powstających w wyniku autodysocjacji nosi nazwę iloczynu jonowego.
Przykłady
- autodysocjacja wody:

H
2O + H
2O ⇌ H
3O+
 + OH−

Czysta woda w temperaturze pokojowej ulega autoprotolizie w niewielkim stopniu – stężenia jonów oksoniowych i wodorotlenowych wynoszą około 10-7 mol/dm³.
- autodysocjacja siarkowodoru:

H
2S + H
2S ⇌ H
3S+
 + HS−

- autodysocjacja amoniaku:

NH
3 + NH
3 ⇌ NH+
4 + NH−
2
- autodysocjacja alkoholi:

R–OH + R–OH ⇌ R–O− + R–OH+2
- autodysocjacja bezwodnych kwasów tlenowych:

R–OH + R–OH ⇌ R–O− + R–OH+2
np.
H
2SO
4 + H
2SO
4 ⇌ HSO−
4 + H
3SO+
4
CH
3COOH + CH
3COOH ⇌ CH
3COO−
 + CH
3COOH+
2